# Abyssocomitas kurilokamchatica
Abyssocomitas kurilokamchatica là một loài ốc biển, là động vật thân mềm chân bụng sống ở biển trong họ Turridae.

## Phân bố
Đây là một loài nước sâu, có ở rãnh Kuril–Kamchatka ở Bắc Thái Bình Dương.